# Colonia Emiliano Zapata, Temoaya
Colonia Emiliano Zapata är en ort i kommunen Temoaya i delstaten Mexiko i Mexiko. Samhället hade 477 invånare vid folkräkningen 2020.